# 唐大章
唐大章（1556年—1635年），字伯和，號元樸，江西南昌府豐城縣人，明朝政治人物。進士出身。

## 生平
萬曆十九年江西乡试第三十三名举人，三十五年（1607年）登丁未科進士，由翰林院庶吉士進編修，歷南京國子監祭酒。會逆璫魏忠賢亂政，有請建逆祠於國學傍者，大章發憤抗言，力持不可，議遂寢，竟以此忤璫意，奪職。
崇禎元年（1628年），起為南京禮部侍郎，不久轉吏部侍郎，擢禮部尚書，教習庶吉士，纂修神宗、熹宗實録，旋充經筵講官。改南京禮部尚書，卒於家，享年八十。遣官祭葬，贈太子少保。
大章沒而俎豆於鄉賢，輿論允愜。皓首請老，六子三十六孫繞膝，一時所未有也。文集若干卷藏於家。

## 家族
曾祖唐彦英。祖父唐景，典史。父唐良臣，县丞。母宋氏。具庆下。弟大成（省祭官）、大韶、大武。